# Limu (Insel)
Limu (auch: Lima) ist ein kleines Inselchen im Süden der Inselgruppe Haʻapai im Pazifik. Sie gehört politisch zum Königreich Tonga.

## Geografie
Das Motu liegt am Nordende des südlichen Drittel der östlichen Riffkrone der Inselgruppe. Die nächstgelegenen Inseln sind Inseln Uanukuhihifu im Norden und Lekeleka im Westen.
Nach Norden trennt die Wasserstraße Ava Matamataveka das Riff.

## Klima
Das Klima ist tropisch heiß, wird jedoch von ständig wehenden Winden gemäßigt. Ebenso wie die anderen Inseln der Haʻapai-Gruppe wird Limu gelegentlich von Zyklonen heimgesucht.